# ダールカエルガメ
ダールカエルガメ（学名：Phrynops dahli）は、ヘビクビガメ科カエルガメ属に分類されるカメ。

## 分布
カエルガメ属では唯一アンデス山脈より西部に分布する。
コロンビア（ボリバル県）固有種

## 形態
最大甲長21.5cmとカエルガメ属最小種。背甲は非常に扁平で、上から見ると細長い。背甲中央部の椎甲板は平坦で、背甲中央部の縁甲板はわずかに反り返る。背甲の色彩は緑褐色や暗褐色一色。背甲と腹甲の継ぎ目（橋）や腹甲の色彩は淡黄色や黄色で、甲板の継ぎ目（シーム）に沿って不明瞭な灰色の斑紋が入る。
頭部は大型で扁平。咬合面は幅広く、顎の筋肉が発達しているため固い獲物を噛み砕くことに適している。喉に左右に1本ずつ髭状の突起がある。頸部は短い。頭部や頸部の背面の色彩は灰褐色や緑褐色、側頭部（上顎や鼓膜含む）の色彩は淡黄色や黄色、腹面の色彩は黄褐色。
幼体は椎甲板にあまり発達しない筋状の盛りあがり（キール）があるが、成長に伴い消失する。

## 生態
低地にある森林内の河川や池沼などに生息する。夜行性。水棲傾向が強く、水場が干上がったり産卵を除けば上陸することはまれ。
食性は動物食で、魚類、両生類の幼生、昆虫類、甲殻類、貝類、動物の死骸などを食べる。
繁殖形態は卵生。水辺に1回に1-6個の卵を年に数回に分けて産む。

## 人間との関係
分布が極めて限定され、生息数の少ない種と考えられている。加えて開発による生息地の破壊、水質汚染などにより生息数は激減している。